# Астрономическая обсерватория Варшавского университета
Астрономическая обсерватория Варшавского университета (OA UW) — институт в составе физического факультета Варшавского университета.

## Описание
Он расположен в историческом здании Ботанического сада Варшавского университета на Уяздовской аллеи в Варшаве, построенном в 1820—1825 годах по инициативе Францишека Арминского. На момент основания обсерватория была одной из самых современных в Европе, до 1873 г. была самостоятельным учреждением, а затем входила в состав Варшавского университета.
В 1909 году в здании размещалось Генеральное консульство Франции.
В 1944 году немцы намеренно сожгли Варшавскую обсерваторию вместе с ее оборудованием и библиотекой.
Обсерватория имеет два телескопа :
- 60 см — в Варшавской Северной обсерватории в Островике близ Отвоцка,
- 1,3 м — в Варшавской южной обсерватории в Лас Кампанас, Чили.

Основные проекты наблюдений, выполняемые на OA UW:
- OGLE (The Optical Gravitational Lensing Experiment) под руководством проф. Анджей Удальский и
- ASAS (All Sky Automated Survey) под руководством проф. Гжегож Поймански .

Obserwatorium Astronomiczne Uniwersytetu Warszawskiego
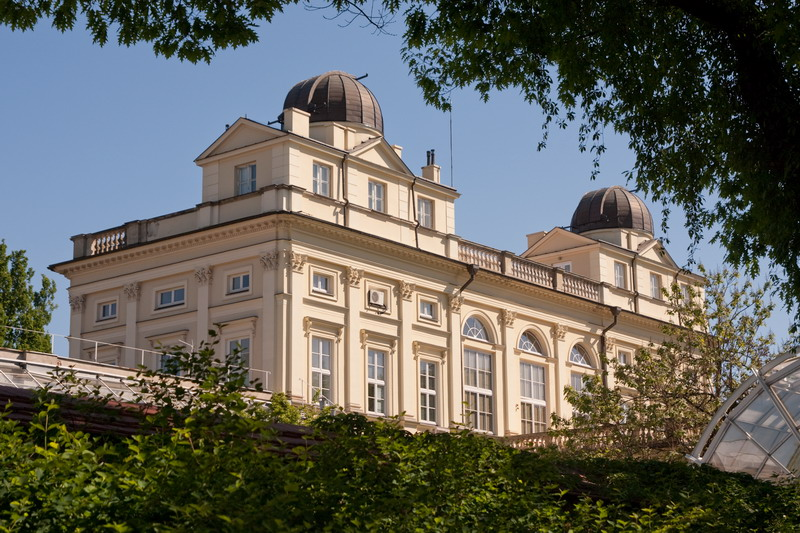
Вид из парка
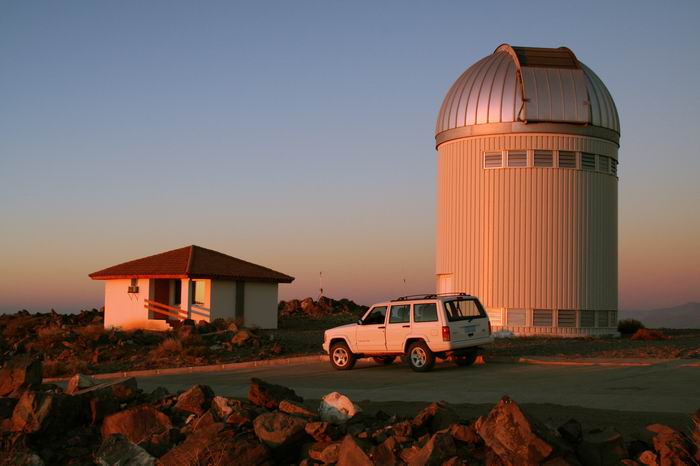
Варшавская южная обсерватория
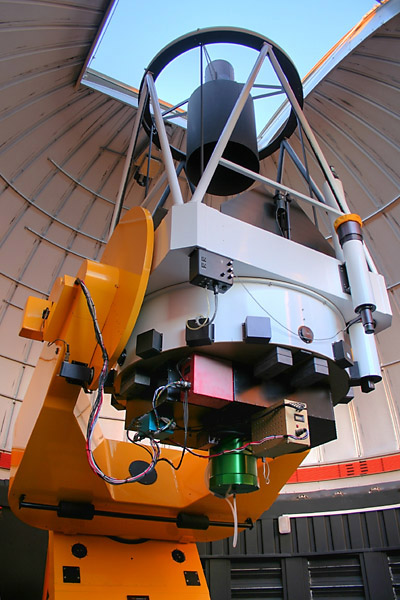
Интерьер купола телескопа Варшавской южной обсерватории